# Cybianthus pakaraimae
Cybianthus pakaraimae är en viveväxtart som beskrevs av Pipoly. Cybianthus pakaraimae ingår i släktet Cybianthus, och familjen viveväxter. Inga underarter finns listade i Catalogue of Life.